# Nansenia atlantica
Nansenia atlantica är en fiskart som beskrevs av Jacques Blache och Martial Rossignol 1962. Nansenia atlantica ingår i släktet Nansenia och familjen Microstomatidae. Inga underarter finns listade i Catalogue of Life.